# The Shacklefords
The Shacklefords was een Amerikaanse folkgroep, die in in 1963 in Los Angeles werd opgericht door Marty Cooper en Lee Hazlewood. De naam is ontleend aan die van Hazlewoods vrouw, Naomi Shackleford. Mercury Records gaf hun eerste album uit, getiteld Until You've Heard the Shacklefords You Ain't Heard Nothing Yet. Op dit album zongen Cooper, Hazlewood, Gracia Nitzsche (toenmalig echtgenote van Jack Nitzsche) en Albert Stone. Zij werden begeleid door James Burton, Hal Blaine, Billy Strange en Al Casey. Op het door Capitol Records uitgegeven tweede album (The Shacklefords Sing) zongen Cooper, Hazlewood en Shackleford. Geen van de albums was in commercieel opzicht een succes. Met het liedje "Muddy Muddy River" bereikten ze in april 1971 echter wel de elfde plaats in de Oostenrijkse hitlijst. Het door Hazlewood opgerichte platenlabel HLI Records bracht in de periode 1966-1968 nog drie singles uit, waarna de groep uit elkaar ging.

## Discografie

### Albums
- Until You've Heard the Shacklefords You Ain't Heard Nothing Yet (1963)
- The Shacklefords Sing (1966)

### Singles
Dit overzicht is mogelijk incompleet; u kunt helpen door het uit te breiden.
- "California Sunshine Girl" (mei 1967)
- "Coastin'" (augustus 1967)
- "It's My Time" (mei 1968)